# 白南薫
白 南薫（ペク・ナムン、朝鮮語: 백남훈/白南薰、1885年11月3日 - 1967年6月28日）は、日本統治時代の朝鮮および大韓民国の教育者、政治家。第5代韓国国会議員。
本貫は水原白氏。号は解慍、初名は白南勛、児名は長孫。キリスト教徒。

## 経歴
黄海道殷栗郡出身。19歳の時に長連公立小学校を卒業。20歳でキリスト教に入信した。1905年、長連イエス教会が設立した光進学校の教員となり、金九、蔡元瑢と共に長連郡学務委員を務め、海西教育総会の結成にも関与した。その後は儆新学校と普成学校の聴講生を経て、1913年に明治学院、1917年に早稲田大学政経科をそれぞれ卒業した。在学中に学生運動、独立運動に参加し、特に1919年の二・八独立運動を幕後で実務を担当した。在日本朝鮮留学生学友会会長を経て、1917年より在日本朝鮮キリスト教青年会総務を6年間務めた。1923年に帰国して教育に従事し、東萊日新女学校教諭、晋州一新（日新）高等普通学校校長、協成実業学校校長、光新商業学校校長、晋州一新女子高等普通学校校長、東華女子高等学校校長を務めた。特に日本統治時代後期は創氏改名を一貫して拒否した。光復後は政界入りし、韓国民主党結党幹部・総務・副委員長、民主議院議員、民主国民党最高委員、民主党最高委員（1955年）・臨時代表最高委員、第5代国会議員（1960年）、新民党全党大会議長（1961年）、民政党最高委員（1963年）を務めた。
1967年6月28日、ソウル市永登浦区の自宅で老衰により死去。享年83。

## 賞勲
建国勲章愛国章（1990年）